# Chungha
Kim Chung-ha (김청하), nascida Kim Chan-mi (김찬미), em Cheongnyangni-dong, Dongdaemun-gu, Seul, Coreia do Sul, em 9 de fevereiro de 1996); mais conhecida apenas pelo seu nome artístico CHUNGHA ou CHUNG HA (김청하), é uma cantora, compositora, dançarina, coreógrafa e rapper sul-coreana. Ela ficou popularmente conhecida por ter sido umas das onze finalistas do reality show de sobrevivência Produce 101, estreando no grupo temporário I.O.I.

## Biografia
Kim Chung-ha nasceu como Kim Chan-mi (hangul: 김찬미) em 9 de fevereiro de 1996 em Cheongnyangni-dong, Dongdaemun-gu, em Seul, Coreia do Sul. Ela morou em Dallas, Texas, nos Estados Unidos, durante oito anos, antes de se mudar para Coreia do Sul para se tornar cantora. Sendo assim, ela é capaz de falar inglês fluente, além do coreano, sua língua nativa.
Ela fez uma audição para a YG Entertainment e foi estagiária da JYP Entertainment antes de se juntar a MNH Entertainment, em 2016. Ela treinou durante três anos antes de estrear, e dançava há 6-7 anos. Chung-ha revelou no programa "Hit The Stage" que ela quase deixou de dançar devido às dificuldades financeiras, mas pediu a sua família para permitir que ela continuasse enquanto estivesse confiante.
Até o ano de 2023 o nome de seu fandom era byulharang que significa se tornar algo brilhante como as estrelas e fazer isso unidos.
Em 29 de março de 2023 é confirmada, pela própria empresa e com o fim do contrato, a saída de Chung-ha da MNH Entertainment, após 6 anos. 
Em 10 de outubro de 2023, é anunciado que Chung-ha assinou com a MORE VISION, empresa que tem como CEO o cantor Jay Park.
Em 08 de janeiro de 2024, o fandom recebeu um novo nome, HAART. O primeiro significado é a junção de ChungHA e StART, significa que as pessoas que estiveram com Chungha desde o início continuarão e recomeçarão com ela. O segundo significado, HAART, soa como "Coração" em inglês, o que significa amar Chung-ha para sempre.

## Carreira

### 2016: Produce 101 e I.O.I
Em janeiro, Chungha representou a MNH Entertainment no reality show de sobrevivência Produce 101. Ela terminou em quarto lugar, com 403.633 votos e estreou no grupo feminino de k-pop I.O.I em 4 de maio, com o mini-álbum Chrysalis.
Em 10 de junho, a YMC Entertainment revelou que Chungha seria uma das sete integrantes do I.O.I que iriam promover dentro de uma sub-unidade. Elas promoveram o single "Whatta Man" durante o verão de 2016. Foi revelado que três equipes foram cotadas para coreografar a música, e Chungha acabou sendo escolhida pela alta qualidade do trabalho realizado. O álbum único foi um sucesso comercial atingindo o número 2 no Gaon Digital Chart e no Gaon Album Chart, por suas vendas digitais (downloads e streamings) e físicas, respectivamente.
Em 30 de junho, revelou-se que Chungha teria uma aparição no drama coreano "Entourage" junto com Nayoung.
Em 24 de julho, Chungha foi revelada para ser um novo membro do elenco no show de sobrevivência da dança, Hit The Stage. Ela apareceu nos episódios temáticos de This Love e terminou em sétimo lugar. Ela também apareceu nas finais, terminando em sexto lugar.
Em 17 de agosto, foi anunciado que Chungha estaria colaborando com as colegas Yoojung, Somi e o Huihyeon do DIA para o single digital Flower, Wind and You, produzido por Boi B.
Em 21 de dezembro, a M&H Entertainment confirmou que Chungha estrearia como artista solo no início de 2017, depois de encerrar as promoções com o I.O.I.
Em 23 de dezembro, Chungha colaborou com Heo Jung-eun e Ooon, do grupo HALO, para o single "Snow In This Year" que foi apresentado no drama coreano My Fair Lady.

### 2017-2018: Estréia comHands on Me,OffseteBlooming Blue
Em 10 de janeiro, foi anunciado que Chungha foi escolhida para ser anfitriã em Ah! Sunday — A Running Miracle, para mostrar ao público como melhorar sua aptidão física através de jogos, levando uma equipe de participantes sob sua tutela no show. Em 21 de abril, Chungha lançou seu primeiro single de pré-estréia, "Week", na conta oficial do YouTube da M&H Entertainment.
Em 7 de junho, Chungha lançou seu EP de estreia, intitulado "Hands on Me", com o single principal "Why Don't You Know". Posteriormente, ela apareceu no álbum de estréia solo do cantor Samuel intitulado Sixteen, com a faixa "With U", e também no single "LaLaLa", de Babylon.
A partir de 3 de setembro, ela assumiu o lugar de Kisum como DJ no programa de rádio da EBS, Listen, e em 19 de setembro, foi anunciado que Chungha seria MC no programa Please Take Care of My Vanity, ao lado de Leeteuk, do Super Junior e Han Cha-Young.
Em 22 de novembro de 2017, o primeiro episódio de seu próprio programa, "Chung Ha's Free Month", foi lançado no YouTube e NaverTV.
Chungha lançou seu segundo EP, Offset em 17 de janeiro de 2018. O EP contém cinco faixas, incluindo a faixa-título "Roller Coaster". Em 26 de junho, a MNH Entertainment confirmou que a cantora voltaria em 18 de julho para seu terceiro EP, Blooming Blue.
Em 8 de agosto, foi anunciado que Chungha participaria de um projeto de supergrupo de mulheres, chamado Station Young para a SM Station X 0, juntamente com Seulgi, do Red Velvet, Soyeon, do (G)I-DLE, e SinB, do GFriend.

### 2019-2020: "Gotta Go" eFlourishing
Em 2 de janeiro de 2019, Chungha lançou o single "Gotta Go", e em 9 de janeiro, ganhou seu primeiro troféu em um programa musical, no Show Champion, da MBC. A música é marcada pelo ritmo contagiante do refrão e sua dança impactante foi considerada seu melhor lançamento para o público, fazendo sua carreira ascender ainda mais com a visibilidade que recebeu. Com ele, a cantora recebeu 7 prêmios nas paradas musicais.
Em 24 de junho de 2019, Chungha retornou com o mini-álbum Flourishing. O mini-álbum conta com 5 músicas, sendo elas "Chica", "Young in Love", "Call it Love", "Flourishing" e "Snapping", essa última sendo a faixa-título do EP, e que deu a ela 6 prêmios em shows de diversas emissoras. O álbum acabou sendo mais um sucesso, agradando fortemente o público
Em 22 de agosto de 2019, Chungha colaborou com o cantor Grizzly em uma colaboração chamada "Run".
No dia 10 de março de 2020, foi anunciado que Chungha havia assinado com a gravadora americana ICM Partners para suas promoções internacionais.
Em 1 de abril de 2020, foi revelado que Chungha iria colaborar com Changmin do lendário grupo TVXQ. Eles uniram seus vocais na b-side do mini-álbum de debut intitulada "LIE". A faixa foi disponibilizada no dia 06 de abril em todas as plataformas digitais. A música foi apresentada na longa peça de estreia de Changmin, "Chocolate" e fala sobre as emoções trocadas entre amantes que sentem amor em intensidades diferentes.
Em 27 de abril, "Stay Tonight" foi lançada como um single de pré-lançamento do próximo álbum do cantora. A canção estreou e alcançou a nona posição no Gaon Digital Chart e a quarta na Billboard World Digital Songs chart.
Em 6 de julho, "Play" foi lançada como o segundo pré-lançamento do primeiro full album da cantora. O maxi-single, que consiste no lançamento de um single album com os dois pré-lançamentos da cantora, estreiou em 7 lugar nas paradas do Gaon Album Charts com 12.613 cópias.
No dia 7 de dezembro foi anunciado que Chungha foi testada como positivo para COVID-19, e todas suas atividades foram adiadas. No dia 21 de dezembro, foi divulgado que ela estava assintomática, portanto só precisou ficar 10 dias em casa, em isolamento.

### 2021-presente:Querencia
Chungha estava prevista para lançar seu terceiro pré-lançamento "X" no dia 10 de dezembro, e seu primeiro álbum, "Querencia", no dia 4 de janeiro de 2021, entretanto, devido à pausa nas atividades por conta da COVID-19, teve que adiar os lançamentos para os dias 19 de janeiro e 15 de fevereiro de 2021. No dia 15 de fevereiro, a cantora lançou a title "Bycicle", junto com o vídeoclipe. Chungha também participou da faixa "Why Don't We" com o cantor Rain, a faixa saiu em 3 de março, junto do vídeoclipe.

## Influência
Chungha afirmou que IU é seu modelo de vida, pois admira a maneira como pode cantar, dançar, compor, produzir e realizar diversas atividades.

## Endossos e promoções
A cantora já modelou para várias marcas que vão desde eletrônicos, a roupas e cosméticos. Sua primeira modelagem foi para a Nike, "Nike x W Korea", ao lado de Amber Liu e May J Lee em 2017.
Em 2018 a cantora modelou para a marca Umbro.
Em 2019 ela modelou para a marca feminina de roupas Muzak, para a marca de lentes de contato Lens Town, e foi a modelo do restaurante Guljak Topokki Chicken, além de ter lançado a própria bebida, "Chungha" uma parceria junto da marca Lotte Liquor.
No mesmo ano, ela também foi garota propaganda do videogame Sudden Attack e Bosslave. Em março, ela foi anunciada como embaixadora global da marca Clinique.
Em abril, ela endossou o serviço de internet U+ 5G da LG Corporation.
Em maio, Sprite Korea a anunciou como o novo rosto da marca para a campanha de verão de 2019, Dive in Sprite, junto com o ator Jang Ki-yong.
Em abril de 2020, ela se juntou à marca de luxo Dolce & Gabbana como garota propaganda para a sua linha de produtos de beleza.
Em março de 2021, ela foi escolhida como a nova embaixadora da marca de roupas esportivas Reebok junto do cantor e rapper Loco.

## Discografia

### Extended plays
- 2017: Hands on Me
- 2018: Offset
- 2018: Blooming Blue
- 2019: Flourishing

### Álbum
- 2021: Querencia
- 2022: Bare & Rare

## Filmografia

### Séries de TV
| Ano  | Título    | Papel                 | Emissora | Notas                   |
| ---- | --------- | --------------------- | -------- | ----------------------- |
| 2016 | Entourage | Participação especial | tvN      | Episódio 1, com Nayoung |

### Shows de TV
| Ano  | Título                         | Emissora | Pepel         | Notas                 | Ref    |
| ---- | ------------------------------ | -------- | ------------- | --------------------- | ------ |
| 2016 | Produce 101                    | Mnet     | Concorrete    | Finalista em 4° lugar | [ 60 ] |
| 2016 | Hit the Stage                  | Mnet     | Concorrente   | Episódio 3, 4 e 10    | [ 61 ] |
| 2017 | Ah! Sunday - A Running Miracle | EBS      | Apresentadora |                       |        |
| 2017 | Chung Ha's Free Month          | –        | Documentário  |                       |        |
| 2018 | Real Life Men and Women        | MBN      |               |                       |        |

### Programas de rádio
| Ano       | Título                           | Rede | Notas       | Ref.   |
| --------- | -------------------------------- | ---- | ----------- | ------ |
| 2017–2019 | Listen                           | EBS  | DJ          | [ 64 ] |
| 2022      | Noon's Hope Song, Kim Shin-young | MBC  | DJ especial | [ 65 ] |
| 2023-2024 | Volume Up                        | KBS  | DJ          | [ 66 ] |

## Prêmios e indicações
| Ano  | Prêmio                           | Categoria                                     | Trabalho nomeado                   | Resultado | Ref.   |
| ---- | -------------------------------- | --------------------------------------------- | ---------------------------------- | --------- | ------ |
| 2017 | Korea First Brand Awards         | Female Idol                                   | —                                  | Venceu    | [ 67 ] |
| 2017 | 19th Mnet Asian Music Awards     | Artist of the Year                            | —                                  | Indicado  |        |
| 2017 | 19th Mnet Asian Music Awards     | Best New Female Artist                        | —                                  | Indicado  |        |
| 2017 | 19th Mnet Asian Music Awards     | Best of Next Award                            | —                                  | Venceu    |        |
| 2017 | 9th Melon Music Awards           | Best New Artist                               | —                                  | Indicado  |        |
| 2018 | 32nd Golden Disc Awards          | New Artist of the Year                        | —                                  | Indicado  |        |
| 2018 | 32nd Golden Disc Awards          | Global Popularity Award                       | —                                  | Indicado  |        |
| 2018 | 27th Seoul Music Awards          | New Artist Award                              | —                                  | Venceu    |        |
| 2018 | 27th Seoul Music Awards          | Popularity Award                              | —                                  | Indicado  |        |
| 2018 | 27th Seoul Music Awards          | Hallyu Special Award                          | —                                  | Indicado  |        |
| 2018 | 7th Gaon Chart Music Awards      | New Artist of the Year (Song)                 | "Why Don't You Know" (ft. Nucksal) | Indicado  |        |
| 2018 | 2nd Soribada Best K-Music Awards | Music Star Award                              | —                                  | Venceu    |        |
| 2018 | Asia Artist Awards               | AAA Favorite Award                            | "Roller Coaster" & "Love U"        | Venceu    | [ 68 ] |
| 2018 | Genie Music Awards               | Female Artist Award                           | Chungha                            | Venceu    | [ 69 ] |
| 2018 | Genie Music Awards               | Artist of the Year                            | Chungha                            | Indicado  | [ 69 ] |
| 2018 | Genie Music Awards               | Genie Music Popularity Award                  | Chungha                            | Indicado  | [ 69 ] |
| 2018 | Korea First Brand Awards         | Most Anticipated CF Female Model              | Chungha                            | Indicado  |        |
| 2018 | Korea First Brand Awards         | Most Anticipated Female Solo Singer           | Chungha                            | Indicado  |        |
| 2018 | Korea Popular Music Awards       | Best Artist                                   | Chungha                            | Indicado  | [ 70 ] |
| 2018 | Korea Popular Music Awards       | Popularity Award                              | Chungha                            | Indicado  | [ 70 ] |
| 2018 | Korea Popular Music Awards       | Best Digital Song                             | Roller Coaster                     | Indicado  | [ 70 ] |
| 2018 | Korea Popular Music Awards       | Best Solo Dance Track                         | Roller Coaster                     | Venceu    | [ 70 ] |
| 2018 | Melon Music Awards               | Song of the Year                              | Roller Coaster                     | Indicado  |        |
| 2018 | Melon Music Awards               | Best Female Dance                             | Roller Coaster                     | Indicado  |        |
| 2018 | Melon Music Awards               | Top 10 Artists                                | Chungha                            | Indicado  |        |
| 2018 | Mnet Asian Music Awards          | Best Female Artist                            | Chungha                            | Indicado  | [ 71 ] |
| 2018 | Mnet Asian Music Awards          | Best Dance Performance – Solo                 | Roller Coaster                     | Venceu    | [ 71 ] |
| 2019 | Asia Artist Awards               | Best Icon Award – Music                       | Chungha                            | Venceu    | [ 72 ] |
| 2019 | Genie Music Awards               | Performing Artist (Female)                    | Chungha                            | Indicado  | [ 73 ] |
| 2019 | Genie Music Awards               | The Female Solo Artist                        | Chungha                            | Venceu    | [ 73 ] |
| 2019 | Golden Disc Awards               | Popularity Award                              | Chungha                            | Indicado  | [ 74 ] |
| 2019 | Golden Disc Awards               | NetEase Most Popular K-pop Star               | Chungha                            | Indicado  | [ 74 ] |
| 2019 | Golden Disc Awards               | Digital Daesang                               | Roller Coaster                     | Indicado  | [ 74 ] |
| 2019 | Golden Disc Awards               | Digital Bonsang                               | Roller Coaster                     | Venceu    | [ 74 ] |
| 2019 | Melon Music Awards               | Top 10 Artists                                | Chungha                            | Venceu    | [ 75 ] |
| 2019 | Melon Music Awards               | Artist of the Year                            | Chungha                            | Indicado  | [ 75 ] |
| 2019 | Melon Music Awards               | Song of the Year                              | Gotta Go                           | Indicado  | [ 75 ] |
| 2019 | Melon Music Awards               | Best Female Dance                             | Gotta Go                           | Venceu    | [ 75 ] |
| 2019 | Mnet Asian Music Awards          | Best Dance Performance – Solo                 | Gotta Go                           | Venceu    | [ 76 ] |
| 2019 | Mnet Asian Music Awards          | Song Of The Year                              | Gotta Go                           | Indicado  | [ 76 ] |
| 2019 | Mnet Asian Music Awards          | Artist of the Year                            | Chungha                            | Indicado  | [ 76 ] |
| 2019 | Mnet Asian Music Awards          | Worldwide Fans' Choice Top 10                 | Chungha                            | Indicado  | [ 76 ] |
| 2019 | Mnet Asian Music Awards          | 2019 Qoo10 Favorite Female Artist             | Chungha                            | Indicado  | [ 76 ] |
| 2019 | Mnet Asian Music Awards          | Best Female Artist                            | Chungha                            | Venceu    | [ 76 ] |
| 2019 | Mubeat Awards                    | Best Female Solo                              | Chungha                            | Indicado  |        |
| 2019 | Seoul Music Awards               | Bonsang Award                                 | Chungha                            | Indicado  |        |
| 2019 | Seoul Music Awards               | Popularity Award                              | Chungha                            | Indicado  |        |
| 2019 | Seoul Music Awards               | Hallyu Special Award                          | Chungha                            | Indicado  |        |
| 2019 | Soribada Best K-Music Awards     | Female Popularity Award                       | Chungha                            | Indicado  | [ 77 ] |
| 2019 | Soribada Best K-Music Awards     | Bonsang Award                                 | Chungha                            | Venceu    | [ 77 ] |
| 2019 | The Fact Music Awards            | Artist of the Year (Bonsang)                  | Chungha                            | Venceu    | [ 78 ] |
| 2020 | Brand of the Year Awards         | Female Solo Artist                            | Chungha                            | Venceu    | [ 79 ] |
| 2020 | Gaon Chart Music Awards          | Hot Performance of the Year                   | Chungha                            | Venceu    |        |
| 2020 | Gaon Chart Music Awards          | Artist of the Year – Digital Music (Janeiro)  | Gotta Go                           | Indicado  |        |
| 2020 | Gaon Chart Music Awards          | Artist of the Year – Digital Music (Junho)    | Snapping                           | Indicado  |        |
| 2020 | Golden Disc Awards               | Popularity Award                              | Shanghai                           | Indicado  | [ 80 ] |
| 2020 | Golden Disc Awards               | Digital Daesang                               | Gotta Go                           | Indicado  | [ 80 ] |
| 2020 | Golden Disc Awards               | Digital Bonsang                               | Gotta Go                           | Venceu    | [ 80 ] |
| 2020 | Mnet Asian Music Awards          | Artist of the Year                            | Chungha                            | Indicado  | [ 81 ] |
| 2020 | Mnet Asian Music Awards          | Best Female Artist                            | Chungha                            | Indicado  | [ 81 ] |
| 2020 | Mnet Asian Music Awards          | Worldwide Icon of the Year                    | Chungha                            | Indicado  | [ 81 ] |
| 2020 | Seoul Music Awards               | QQ Music Most Popular K-Pop Artist Award      | Chungha                            | Indicado  | [ 82 ] |
| 2020 | Seoul Music Awards               | Hallyu Special Award                          | Chungha                            | Indicado  | [ 82 ] |
| 2020 | Seoul Music Awards               | Popularity Award                              | Chungha                            | Indicado  | [ 82 ] |
| 2020 | Seoul Music Awards               | Daesang Award                                 | Chungha                            | Indicado  | [ 82 ] |
| 2020 | Seoul Music Awards               | Bonsang Award                                 | Chungha                            | Venceu    | [ 82 ] |
| 2020 | Seoul Music Awards               | Dance Performance Award                       | Gotta Go                           | Indicado  | [ 82 ] |
| 2020 | The Fact Music Awards            | Artist of the Year (Bonsang)                  | Chungha                            | Venceu    | [ 83 ] |
| 2021 | Seoul Music Awards               | Bouncing Award                                | Chungha                            | Indicado  | [ 84 ] |
| 2021 | Seoul Music Awards               | Popularity Award                              | Chungha                            | Indicado  | [ 84 ] |
| 2021 | Seoul Music Awards               | K-wave Popularity Award                       | Chungha                            | Indicado  | [ 84 ] |
| 2021 | Gaon Chart Music Awards          | Artist of the Year – Digital Music (Janeiro)  | "Loveship" (with Paul Kim)         | Indicado  | [ 85 ] |
| 2021 | Gaon Chart Music Awards          | Artist of the Year – Digital Music (Abril)    | Stay Tonight"                      | Indicado  | [ 85 ] |
| 2021 | Gaon Chart Music Awards          | Artist of the Year – Digital Music (Julho)    | "Play"                             | Indicado  | [ 85 ] |
| 2021 | Gaon Chart Music Awards          | Artist of the Year – Digital Music (Setembro) | Bad Boy (with Christopher)         | Venceu    | [ 85 ] |

### Prêmios em Programas Musicas
| Ano  | Musica    | Data            | Pontos | Programa      | Ref    |
| ---- | --------- | --------------- | ------ | ------------- | ------ |
| 2019 | Gotta Go  | 9 de janeiro    | -      | Show Champion | [ 86 ] |
| 2019 | Gotta Go  | 10 de janeiro   | 9389   | MCountdown    | [ 86 ] |
| 2019 | Gotta Go  | 12 de janeiro   | 7020   | Music Core    | [ 86 ] |
| 2019 | Gotta Go  | 13 de janeiro   | 8910   | Inkigayo      | [ 86 ] |
| 2019 | Gotta Go  | 18 de janeiro   | 4824   | Music Bank    | [ 86 ] |
| 2019 | Gotta Go  | 19 de janeiro   | 6795   | Music Core    | [ 86 ] |
| 2019 | Gotta Go  | 16 de fevereiro | 5668   | Music Core    | [ 86 ] |
| 2019 | Snapping  | 3 de julho      | -      | Show Champion | [ 86 ] |
| 2019 | Snapping  | 4 de julho      | 9025   | MCountdown    | [ 86 ] |
| 2019 | Snapping  | 5 de julho      | 5592   | Music Bank    | [ 86 ] |
| 2019 | Snapping  | 6 de julho      | 7864   | Music Core    | [ 86 ] |
| 2019 | Snapping  | 7 de julho      | 7864   | Inkigayo      | [ 86 ] |
| 2019 | Snapping  | 18 de julho     | 7210   | MCountdown    | [ 86 ] |
| 2022 | Sparkling | 19 de julho     | 6984   | The Show      | [ 87 ] |